# شیعه‌ستیزی
شیعه‌ستیزی به مقابله با شیعه‌گرایی و مذهب شیعه گفته می‌شود.

## کشتار و تخریب در کربلا
در سال ۱۲۱۶ امیرسعود در رأس نیروهای بسیاری از مردم نجد و حبوب و حجاز و تهامه و نواحی دیگر به قصد عراق حرکت نمود و در ماه ذی‌القعده به شهر کربلا رسید و آن را محاصره کرد. سپاه مذکور باروی شهر را خراب کردند و به زور وارد شهر شدند. بیشتر مردم را در کوچه و بازار و خانه‌ها به قتل رسانیدند و نزدیک ظهر با اموال و غنائم فراوان از شهر خارج شدند. سپس در محلی به نام ابیض گرد آمدند. خمس اموال را خود سعود برداشت و بقیه را به هر پیاده یک سهم و به هر سوار دو سهم قسمت کرد (چون به نظر آنها جنگ با کفار بود).
عثمان بن بشر از مورخان وهابی دربارهٔ حمله به کربلا چنین می‌نویسد:
... گنبد روی قبر (یعنی قبر حسین بن علی) را ویران ساختند و صندوق روی قبر را که زمرد و یاقوت و جواهرات دیگر در آن نشانده بودند، برگرفتند و آنچه در شهر از مال و سلاح و لباس و فرش و طلا و نقره و قرآن‌های نفیس و جز آن‌ها یافتند، غارت کردند و نزدیک ظهر از شهر بیرون رفتند در حالی که قریب به ۲۰۰۰ تن از اهالی کربلا را کشته بودند.

## تخریب قبور بقیع
حرم ائمهٔ بقیع به سال ۴۹۵ یعنی اواخر قرن پنجم دارای گنبد و بارگاه شده است. جهانگرد معروف ابن‌جبیر که در قرن هفتم به حجاز سفر کرده، در دیداری که از بقیع داشته است آن را این‌گونه توصیف می‌کند که:
و آن قبه‌ای مرتفع و سر به فلک کشیده است که در نزدیکی در بقیع واقع شده.
در قرن هشتم قمری، بعد از گذشت ۱۵۰ سال از سفر ابن‌جبیر، ابن‌بطوله سفری به مدینه نموده و مشاهدات خود را این‌گونه بیان می‌کند: حرم ائمهٔ بقیع، قبه‌ای است سر به فلک کشیده و از نظر استحکام، بدیع و اعجاب‌انگیز است.
در قرن معاصر، صاحب کتاب مراه‌الحرمین ابراهیم رفقت پاشا، ۱۹ سال قبل از تخریب حرم ائمهٔ بقیع سفر حج نموده و توصیفاتی دارد: «عباس و حسن ابن علی و ائمهٔ سه‌گانه در زیر یک قبه قرار گرفته‌اند که بزرگ‌تر از همهٔ قبه‌های موجود در بقیع است.»
در طول تاریخ سه بار بقیع تعمیر شده است. بار اول در سال ۵۱۹ توسط المستضر بالله و برای بار سوم در اواخر قرن سیزدهم توسط سلطان محمود غزنوی. کتیبه‌هایی که جهانگردان در سفرهای‌شان از بقیع خوانده‌اند، گویای این مطلب است.

### ویرانی یکم
نیروهای وهابی به رهبری عبدالعزیز آل سعود در سال ۱۲۲۱ بعد از محاصرهٔ طولانی مدینه، ساکنان شهر را در تنگنا قرار دادند و مردم بی‌شماری را قتل‌عام کردند. سپس خادمان آستان پیامبر را یک‌جا جمع کردند و برای آن که محل جمع‌آوری و نگهداری هدایا را نشان دهند، آنان را مورد ضرب و شتم قرار دادند. بعد از غارت کردن حرم نبوی، هنگام بازگشت به نجد که محل استقرار وهابیون بود، از بقیع گذشتند و عبدالعزیز دستور تخریب تمامی بارگاه‌ها را صادر کرد. گفتنی است آن‌ها در این حمله چهار صندوق مملو از جواهرات مرصع به الماس و یاقوت گرانبها و حدود یکصد قبضه شمشیر با غلاف‌های مطلا به طلای خالص و تزیین شده به الماس و یاقوت و… به یغما بردند. در این زمان، خلافت عثمانی به والی خود محمدعلی پادشاه دستور داد که حجاز را از سلطهٔ وهابی‌ها رهایی دهد و کنترل حجاز را به دست گیرد. پس از جنگی خونین به سال ۱۲۲۷ وهابی‌ها شکست سختی خوردند و مردم به بازسازی اماکن متبرکه همت گماشتند.

### ویرانی دوم
هشتم شوال سال ۱۳۴۴ (روز یوم الهدم) پس از سلطهٔ دوبارهٔ ابن‌سعود، و تسلط بر شهر مدینه در ماه رمضان همان سال شیخ عبدالله، قاضی‌القضات خود را از مکه به مدینه اعزام داشتند تا موضوع تخریب مقابر موجود در مدینه را با علما و سران این شهر مطرح و موافقت آن‌ها را ولو به صورت ظاهری جلب کند و بدین منظور جلسه‌ای تشکیل گردید. شیخ عبدالله از حاضران پرسید: «دربارهٔ تخریب این گنبد و بارگاه‌ها چه می‌گویید»؟ بسیاری از آن‌ها از ترس جان‌شان جواب ندادند، بعضی دیگر هم اظهار موافقت کردند.
وهابی‌ها نیز مردم را با زور اسلحه جمع کرده و به سوی بقیع حرکت دادند و آنچه گنبد و ضریح در شهر مدینه و بیرون از شهر بود، ویران کردند. از جملهٔ آن‌ها گنبد و بارگاه ائمهٔ بقیع. گنبدهای متعلق به عبدالله و آمنه، والدین پیامبر اسلام، قبر ام‌البنین مادر ابوالفضل العباس، اسماعیل پسر جعفر صادق و حرم دختران و همسران پیامبر اسلام و فاطمه بنت اسد مادر علی و بیت الاحزان و حرم ابراهیم فرزند پیامبر اسلام و گنبد مالک ابن انس و عثمان نیز تخریب گردید. ضریح فولادی ائمه بقیع را که در اصفهان ساخته شده بود و بر قبور حسن بن علی، سجاد، محمد باقر و جعفر صادق قرار داشت از جای درآورده و بردند. این روز بعدها به نام یوم الهدم در حافظه تاریخ ثبت شد.

## تخریب قبور سامرا

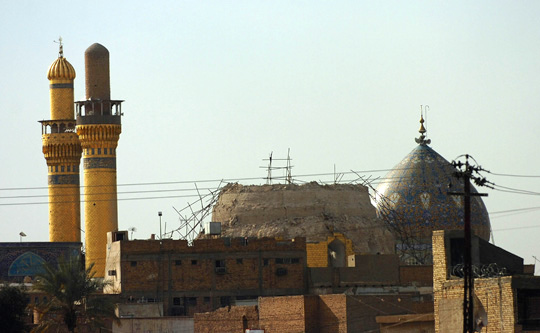
حرم عسکریین پس از تخریب

بامداد روز چهارشنبه، ۳ اسفند ۱۳۸۴ (۲۲ فوریه ۲۰۰۶)، مردان مسلح به نگهبانان حرمین عسکریین در شهر سامرا حمله کردند و با ورود به این مکان و نصب بمب در نقاط مختلف آن، این حرم را منفجر کردند. به طوری که بخشی از حرم ویران شد و به گنبد طلای آن آسیب جدی رسید.
بعد از این حادثه مقامات امنیتی وقت عراق، عاملان این حادثه را گروهی متشکل از هفت عضو القاعده معرفی کردند.